# Golden Globe 2001
La 58ª edizione della cerimonia di premiazione di Golden Globe si è tenuta il 21 gennaio 2001 al Beverly Hilton Hotel di Beverly Hills, California.
Katie Flynn, figlia di Jane Seymour, è stata la Golden Globe Ambassador dell'edizione.

## Premi per il cinema
Vengono di seguito indicati in grassetto i vincitori. Ove ricorrente e disponibile, viene indicato il titolo in lingua italiana e quello in lingua originale tra parentesi.

### Miglior film drammatico
- Il gladiatore (Gladiator), regia di Ridley Scott
- Billy Elliot , regia di Stephen Daldry
- Erin Brockovich - Forte come la verità (Erin Brockovich), regia di Steven Soderbergh
- Sunshine, regia di István Szabó
- Traffic, regia di Steven Soderbergh
- Wonder Boys, regia di Curtis Hanson

### Miglior film commedia o musicale
- Quasi famosi (Almost Famous), regia di Cameron Crowe
- Campioni di razza (Best in Show), regia di Christopher Guest
- Galline in fuga (Chicken Run), regia di Peter Lord e Nick Park
- Chocolat (Chocolat), regia di Lasse Hallström
- Fratello, dove sei? (O Brother, Where Art Thou?), regia di Joel Coen e Ethan Coen

### Miglior regista
- Ang Lee - La tigre e il dragone (Wo hu cang long)
- Steven Soderbergh - Erin Brockovich - Forte come la verità (Erin Brockovich)
- Ridley Scott - Il gladiatore (Gladiator)
- István Szabó - Sunshine
- Steven Soderbergh - Traffic

### Miglior attore in un film drammatico
- Tom Hanks - Cast Away
- Javier Bardem - Prima che sia notte (Before Night Falls)
- Russell Crowe - Il gladiatore (Gladiator)
- Geoffrey Rush - Quills - La penna dello scandalo (Quills)
- Michael Douglas - Wonder Boys

### Migliore attrice in un film drammatico
- Julia Roberts - Erin Brockovich - Forte come la verità (Erin Brockovich)
- Joan Allen - The Contender (The Contender)
- Björk - Dancer in the Dark (Dancer in the Dark)
- Ellen Burstyn - Requiem for a Dream (Requiem for a Dream)
- Laura Linney - Conta su di me (You Can Count on Me)

### Miglior attore in un film commedia o musicale
- George Clooney - Fratello, dove sei? (O Brother, Where Art Thou?)
- John Cusack - Alta fedeltà (High Fidelity)
- Jim Carrey - Il Grinch (How the Grinch Stole Christmas)
- Robert De Niro - Ti presento i miei (Meet the Parents)
- Mel Gibson - What Women Want - Quello che le donne vogliono (What Women Want)

### Migliore attrice in un film commedia o musicale
- Renée Zellweger - Betty Love (Nurse Betty)
- Juliette Binoche - Chocolat
- Sandra Bullock - Miss Detective (Miss Congeniality)
- Brenda Blethyn - L'erba di Grace (Saving Grace)
- Tracey Ullman - Criminali da strapazzo (Small Time Crooks)

### Miglior attore non protagonista
- Benicio del Toro - Traffic
- Jeff Bridges - The Contender (The Contender)
- Albert Finney - Erin Brockovich - Forte come la verità (Erin Brockovich)
- Joaquin Phoenix - Il gladiatore (Gladiator)
- Willem Dafoe - L'ombra del vampiro (Shadow of the Vampire)

### Migliore attrice non protagonista
- Kate Hudson - Quasi famosi (Almost Famous)
- Frances McDormand - Quasi famosi (Almost Famous)
- Julie Walters - Billy Elliot
- Judi Dench - Chocolat
- Catherine Zeta-Jones - Traffic

### Migliore sceneggiatura
- Stephen Gaghan - Traffic
- Cameron Crowe - Quasi famosi (Almost Famous)
- Doug Wright - Quills - La penna dello scandalo (Quills)
- Steve Kloves - Wonder Boys
- Kenneth Lonergan - Conta su di me (You Can Count on Me)

### Migliore colonna sonora originale
- Hans Zimmer - Il gladiatore (Gladiator)
- Marty Stuart, Kristin Wilkinson e Larry Paxton - Passione ribelle (All the Pretty Horses)
- Rachel Portman - Chocolat
- Ennio Morricone - Malèna
- Maurice Jarre - Sunshine
- Tan Dun - La tigre e il dragone (Wo hu cang long)

### Migliore canzone originale
- Things Have Changed, musica e testo di Bob Dylan - Wonder Boys (Wonder Boys)
- I've Seen It All, musica di Björk e testo di Lars von Trier e Sjon Sigurdsson - Dancer in the Dark (Dancer in the Dark)
- My Funny Friend and Me, musica di Sting e David Hartley e testo di Sting - Le follie dell'imperatore (The Emperor's New Groove)
- When You Come Back to Me Again, musica e testo di Garth Brooks e Jenny Yates - Frequency - Il futuro è in ascolto (Frequency)
- One in a Million, musica e testo di Bosson - Miss Detective (Miss Congeniality)

### Miglior film straniero
- La tigre e il dragone (Wo hu cang long), regia di Ang Lee (Taiwan)
- Amores Perros, regia di Alejandro González Iñárritu (Messico)
- I cento passi (I cento passi), regia di Marco Tullio Giordana (Italia)
- Malèna, regia di Giuseppe Tornatore (Italia)
- L'amore che non muore (La veuve de Saint-Pierre), regia di Patrice Leconte (Francia)

## Premi per la televisione
Vengono di seguito indicati in grassetto i vincitori. Ove ricorrente e disponibile, viene indicato il titolo in lingua italiana e quello in lingua originale tra parentesi.

### Miglior serie drammatica
- West Wing - Tutti gli uomini del Presidente (The West Wing)
- CSI: Scena del crimine (C. S. I.: Crime Scene Investigation)
- E.R. - Medici in prima linea (ER)
- The Practice - Professione avvocati (The Practice)
- I Soprano (The Sopranos)

### Miglior serie commedia o musicale
- Sex and the City
- Ally McBeal
- Frasier
- Malcolm (Malcolm in the Middle)
- Will & Grace

### Miglior mini-serie o film per la televisione
- Dirty Pictures, regia di Frank Pierson
- A prova di errore (Fail Safe), regia di Stephen Frears
- The Arturo Sandoval Story (For Love or Country: The Arturo Sandoval Story), regia di Joseph Sargent
- Il processo di Norimberga (Nuremberg), regia di Yves Simoneau
- L'ultima spiaggia (On the Beach), regia di Russell Mulcahy

### Miglior attore in una serie drammatica
- Martin Sheen - West Wing - Tutti gli uomini del Presidente (The West Wing)
- Andre Braugher - Boston Hospital (Gideon's Crossing)
- Dylan McDermott - The Practice - Professione avvocati (The Practice)
- James Gandolfini - I Soprano (The Sopranos)
- Rob Lowe - West Wing - Tutti gli uomini del Presidente (The West Wing)

### Miglior attore in una serie commedia o musicale
- Kelsey Grammer - Frasier
- Ted Danson - Becker
- Ray Romano - Tutti amano Raymond (Everybody Loves Raymond)
- Frankie Muniz - Malcolm (Malcolm in the Middle)
- Eric McCormack - Will & Grace

### Miglior attore in una mini-serie o film per la televisione
- Brian Dennehy - Morte di un commesso viaggiatore (Death of a Salesman)
- James Woods - Dirty Pictures
- Andy García - The Arturo Sandoval Story (For Love or Country: The Arturo Sandoval Story)
- Alec Baldwin - Il processo di Norimberga (Nuremberg)
- Brian Cox - Il processo di Norimberga (Nuremberg)

### Miglior attrice in una serie drammatica
- Sela Ward - Ancora una volta (Once and Again)
- Sarah Michelle Gellar - Buffy l'ammazzavampiri (Buffy the Vampire Slayer)
- Jessica Alba - Dark Angel
- Amy Brenneman - Giudice Amy (Judging Amy)
- Lorraine Bracco - I Soprano (The Sopranos)
- Edie Falco - I Soprano (The Sopranos)

### Miglior attrice in una serie commedia o musicale
- Sarah Jessica Parker - Sex and the City
- Calista Flockhart - Ally McBeal
- Bette Midler - Bette
- Jane Kaczmarek - Malcolm (Malcolm in the Middle)
- Debra Messing, Will & Grace

### Miglior attrice in una mini-serie o film per la televisione
- Judi Dench - The Last of the Blonde Bombshells
- Christine Lahti, Una donna americana (An American Daughter)
- Holly Hunter, Harlan County War
- Alfre Woodard, Una drag queen come mamma (Holiday Heart)
- Frances O'Connor, Madame Bovary
- Rachel Ward, L'ultima spiaggia (On the Beach)

### Miglior attore non protagonista in una serie
- Robert Downey Jr. - Ally McBeal
- David Hyde Pierce - Frasier
- John Mahoney - Frasier
- Bradley Whitford - West Wing - Tutti gli uomini del Presidente (The West Wing)
- Sean Hayes - Will & Grace (Will & Grace)
- Christopher Plummer - American Tragedy (American Tragedy)

### Miglior attrice non protagonista in una serie
- Vanessa Redgrave - Women (If These Walls Could Talk 2)
- Kim Cattrall - Sex and the City
- Cynthia Nixon - Sex and the City
- Allison Janney - West Wing - Tutti gli uomini del Presidente (The West Wing)
- Megan Mullally - Will & Grace
- Faye Dunaway - Tutte le donne del presidente (Running Mates)

## Premi onorari
- Golden Globe alla carriera: Al Pacino